# Sanya Juu
Sanya Juu ist ein Verwaltungsbezirk (Ward) des Distrikts Siha in der tansanischen Region Kilimandscharo.

## Geografie
Sanya Juu liegt im Nordosten von Tansania etwa 35 Kilometer Luftlinie nordwestlich der Regionshauptstadt Moshi. Der Bezirk grenzt im Norden an Gararagua, im Osten an Livishi und Nasai, im Süden an Songu und im Westen an Biriri. Bei der Volkszählung 2022 lebten 14.293 Menschen in 3828 Haushalten auf einer Fläche von 20,9 Quadratkilometern.

## Gliederung
Der Bezirk besteht aus vier Gemeinden (Mtaa) mit zwölf Orten (Kitongoji):
| Sanya Juu - Majengo - Orengeto - Pongo | Sanya Hoyee - Songambele - Mwamko - Makao Mapya | Kilingi - Kilingi Kati - Kikuyuni - Msingi | Merali - Merali Juu - Merali Kati - Merali Chini |

## Wirtschaft und Infrastruktur
- Bildung: Die Kilindi Secondary School ist die einzige weiterführende Schule des Bezirks.[8] Sie ist eine staatliche Schule für Mädchen und Burschen mit einer Ausbildung bis zur 4. Stufe.[9]
- Gesundheit: In Majengo befinden sich ein von der evangelischen Kirche geführtes Gesundheitszentrum[10] und eine von der katholischen Kirche geführte Apotheke.[11]